# Romanian Open 2016
Il Romanian Open 2016, conosciuto anche con il nome di BRD Năstase Țiriac Trophy 2016 per ragioni di sponsorizzazione, è stato un torneo di tennis giocato sulla terra rossa. È stata la 24ª edizione del torneo, facente parte della categoria ATP Tour 250 nell'ambito dell'ATP World Tour 2016. Si è giocato all'Arenele BNR di Bucarest, in Romania, dal 18 al 25 aprile 2016.

## Partecipanti

### Teste di serie
| Nazionalità | Giocatore              | Ranking* | Testa di serie |
| ----------- | ---------------------- | -------- | -------------- |
| Australia   | Bernard Tomić          | 21       | 1              |
| Croazia     | Ivo Karlović           | 30       | 2              |
| Argentina   | Federico Delbonis      | 36       | 3              |
| Spagna      | Guillermo García López | 38       | 4              |
| Cipro       | Marcos Baghdatis       | 40       | 5              |
| Argentina   | Guido Pella            | 47       | 6              |
| Italia      | Paolo Lorenzi          | 53       | 7              |
| Francia     | Paul-Henri Mathieu     | 58       | 8              |

* Ranking all'11 aprile 2016.

### Altri partecipanti
I seguenti giocatori hanno ricevuto una wildcard per il tabellone principale:
- Marius Copil
- Bernard Tomić
- Adrian Ungur

I seguenti giocatori sono passati dalle qualificazioni:

- Radu Albot
- Andrea Arnaboldi
- Michael Linzer
- Aldin Šetkić

## Punti e montepremi
Il montepremi complessivo è di 520.070€.
| Torneo    | Torneo              | V      | F      | SF     | QF     | 2T    | 1T    | Q  | Q2    | Q1    |
| Singolare | Punti               | 250    | 150    | 90     | 45     | 20    | 0     | 12 | 6     | 0     |
| Singolare | Premi in denaro (€) | 82.450 | 43.430 | 23.525 | 13.400 | 7.900 | 4.680 | –  | 2.105 | 1.055 |
| Doppio    | Punti               | 250    | 150    | 90     | 45     | 0     | –     | –  | –     | –     |
| Doppio    | Premi in denaro (€) | 25.070 | 13.170 | 7.140  | 4.080  | 2.390 | –     | –  | –     | –     |

## Campioni

### Singolare
Fernando Verdasco ha sconfitto in finale  Lucas Pouille con il punteggio di 6-3, 6-2.
- È il settimo titolo in carriera per Verdasco, primo della stagione.

### Doppio
Florin Mergea /  Horia Tecău hanno sconfitto in finale  Chris Guccione /  André Sá con il punteggio di 7-5, 6-4.